# Министерство образования КНР
Министерство образования КНР (кит. упр. 中华人民共和国教育部) — министерство в составе Государственного совета КНР. Регулирует все аспекты системы образования Китая, включая системы обязательного начального образования, высшего образования, дополнительного образования и иных уровней образования.

## Общие сведения
До 1985 года действовало Министерство просвещения КНР. С 1985 по 1998 год действовал Государственный комитет по образованию при Госсовете КНР, который был преобразован в Министерство образования Китайской народной республики.
Согласно законопроекту о реформе органов Государственного совета КНР и «Уведомлениям об учреждении Госсовета» № 11 от 2008 года, принятым на первой сессии Всекитайского собрания народных представителей 11-го созыва, создано Министерство образования, подчиненное Государственному совету Китайской Народной Республики.
Министерство занимается сертификацией учителей, преподавателей, утверждает учебные программы, учебники и учебные пособия, разрабатывает стандарты для всей системы образования, проводит мониторинг с целью модернизации Китая. Особое внимание уделяется техническим наукам.
Министерство образования с начала политики реформ и открытости начало реализовывать долгосрочные проекты по развитию системы образования в КНР. Для улучшения качества высшего образования, научной составляющей деятельности академических учреждений, а также материально-технической базы были разработаны программы «Проект 985» и «Проект 211». В настоящее время оба проекта реализуются и являются основными для развития системы высшего образования Китая.

## Основные функции
Основными функциями Министерства образования КНР являются:
- Формулирование политики и планов реформ и развития образования, разработка соответствующих законов и нормативных актов
- Координация, планирование и управление образовательной деятельностью на всех уровнях, работа с соответствующими органами власти по разработке национальных стандартов для всех образовательных учреждений, руководство реформой преподавания и обучения в различных образовательных учреждениях, организация, сбор, анализ и публикация статистических данных по основной информации о системе образования
- Обеспечение равномерного развития обязательного образования, управление и координация системы общего обязательного образования и контроль работы систем дополнительного среднего образования, дошкольного образования и специального образования. Разработка основных требований и основных документов для базового образования, выбор и рекомендация правительству учебников для базового образования и поощрение развития гуманитарного образования.
- Руководство надзором за образованием на национальном уровне, обеспечение процесса аккредитации образовательных программ на уровне средней и неполной средней школы, организация и управление системой устранения неграмотности среди молодежи, руководство мониторингом уровня и качества базового образования
- Руководство развитием и реформированием профессионального образования для дальнейшего трудоустройства, подготовка перечней специальностей, учебно-методических документов и критериев педагогической оценки для среднего профессионального образования, а также руководство подготовительной работой по учебным материалам и профессиональной ориентации для среднего профессионального образования
- Осуществление руководства развитием и реформой высшего образования и обеспечение содействия реформе управления высшими учебными заведениями при Министерстве образования Китайской Народной Республики, обеспечение аудита, переименование, упразднение и регулирование деятельности высших учебных заведений в сотрудничестве с соответствующими ведомствами, реализация и координация «Проекта 211» и «Проекта 985», надзор за высшим и после вузовским образованием и аккредитация программ высшего образования
- Обеспечение общего управления финансированием образования со стороны Министерства образования. Участие в разработке политики финансирования образования, распределении средств и инвестировании в инфраструктуру образования. Обеспечение отчетности по расходам за образование на национальном уровне
- Руководство работой по развитию образования национальных меньшинств и оказание поддержки в области образования национальных меньшинств в местах их проживания.
- Руководство идеологической и политической деятельностью, работа в области морали, физической подготовки, искусства и военного образования и обучения, руководство организацией партийной деятельности и укрепление роли Коммунистической партии Китая в высших учебных заведениях
- Осуществление надзора за всеми учителями КНР, совместно с соответствующими органами власти разработка и внедрение стандартов квалификации учителей и контроль подготовки кадров в системе образования
- Обеспечение приёма абитуриентов в высшие учебные заведения и управление их академической квалификацией, совместно с соответствующими органами власти составление планов приёма на высшие учебные курсы, участие в разработке политики трудоустройства выпускников вузов, руководство трудоустройством и предпринимательской деятельностью студентов вузов
- Планирование и управление научно-исследовательскими работами высших учебных заведений в области естественных, философских и социальных наук. Координация и управление работой высших учебных заведений в области развития национальной инновационной системы. Обеспечение реализации крупных государственных специальных научно-технических грантов и других научно-технических проектов. Управление научно-техническими инновациями высших учебных заведений, продвижением платформ, информатизацией образования, управление интеграцией высших учебных заведений в области науки, технологий и инноваций
- Руководство и управление международным обменом и сотрудничеством в области образования. Формулирование политики в области управления образованием китайских студентов за рубежом и иностранных студентов в Китае, сотрудничества между китайскими и иностранными университетами и управления школами для детей мигрантов. Планирование, координация и управление международным продвижением китайского языка как иностранного и организация программ сотрудничества и обмена
- Определение руководящих принципов и политики в области письменного и устного китайского языка, планирование будущей работы в области письменного и устного языков меньшинств, определение стандартов и правил преподавания китайского языка и языков меньшинств, организация экзаменов и контроль над ними, а также контроль продвижения и подготовки преподавателей устного и письменного китайского языка
- Организация работы по присуждению учёных степеней, обеспечение функционирования национальной системы присуждения учёных степеней и взаимного признания учёных степеней с другими странами
- Организация международного сотрудничества с ЮНЕСКО в области образования, науки и техники, культуры, а также за взаимодействие с секретариатом ЮНЕСКО и аналогичными учреждениями и организациями

## Структура

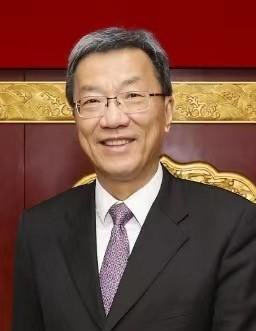
Министр образования КНР с 2021 года Хуай Цзиньпэн.

Руководство министерством осуществляет министр образования. В настоящее время эту должность занимает Хуай Цзиньпэн.

## Перечень министров
- Ма Сюйлунь (马叙伦) (октябрь 1949 — ноябрь 1952)
- Чжан Сижо (张奚若) (ноябрь 1952 — февраль 1958)
- Ян Сюфэн (杨秀峰) (февраль 1958 — февраль 1964)
- Лю Цзипин (刘季平) (заместитель министра, февраль 1964 — октябрь 1964)
- Хэ Вэй (何伟) (октябрь 1964 — июнь 1966)
- Чжоу Жунсинь (周榮鑫) (январь 1975 — апрель 1976)
- Лю Сияо (劉西堯) (январь 1977 — февраль 1979)
- Цзян Наньсян (蔣南翔) (февраль 1979 — май 1982)
- Хэ Дунчан (何東昌) (май 1982 — июнь 1985)
- Ли Пэн (李鵬) (июнь 1985 — апрель 1988)
- Ли Теин (李鐵映) (апрель 1988 — март 1993)
- Чжу Кайсюань (朱開軒)(март 1993 — март 1998)
- Чэнь Чжили (陳至立) (март 1998 — март 2003)
- Чжоу Цзи (周济) (март 2003 — ноябрь 2009)
- Юань Гуйжэнь (袁贵仁) (ноябрь 2009 — июль 2016)
- Чэнь Баошэн (июль 2016 — август 2021)
- Хуай Цзиньпэн (с 20 августа 2021)